# Горки (Шумилинский район)
Горки (бел. Го́ркі) — деревня в Шумилинском районе Витебской области Беларуси. В составе Добейского сельсовета.

## География
Деревня расположена в 16 км на юго-запад от Шумилино и в 58 км на запад от Витебска.
Через деревню пролегает дорога Н-3951.
Ближайшие населённые пункты Войловичи, Данилово, Соснино и др.

## История
В 1906 году в Полоцком уезде Михаловщинской волости Витебской губернии.

## Население

### Численность
- 2009 год — 10 жителей

### Динамика
- 1906 год — 1 двор (имение)[2]
- 2009 год — 10 жителей (перепись населения)[2]

## Достопримечательность
- Великий камень — геологический памятник природы-валун (1963), самый большой валун Беларуси[3][4][5]. Расположен в 500 м на запад от деревни Горки (Добейский сельсовет) и 400 м от автодороги Шумилино-Бешенковичи.

Великий камень состоит из розового гранита рапакиви с полевым шпатом. В состав также входит кварц (20-30 %), биотит, мусковит и роговая обманка. Тёмно-коричневый валун по форме напоминает гигантский утюг. Имеет длину 11 м, ширину 5,6 м, видимую высоту 2,8 м. Глубина залегания камня в земле неизвестна — шурф 3 м до основания так и не дошел. По данным Института геологии НАН Беларуси, точный вес Великого камня составляет 292 тонны. Великий камень попал в Горки во время последнего оледенения 18 тысяч лет назад из Выборгского массива Балтийского щита.